# Henry Goldsmith
Henry Mills Goldsmith (Plympton, 22 luglio 1885 – Fromelles, 9 maggio 1915) è stato un canottiere britannico.
Ha vinto la medaglia di bronzo olimpica nel canottaggio alle Olimpiadi 1908 tenutesi a Londra, nella gara di Otto maschile con Frank Jerwood, Eric Powell, Oswald Carver, Edward Williams, Harold Kitching, John Burn, Douglas Stuart e Richard Boyle, a pari merito con la squadra canadese.